# 화과위안 타워
화과위안 타워는 중국 구이양에 위치한 쌍둥이 빌딩이다. 원래는 71m 높이의 첨탑이 들어서 총 406m 64층으로 계획되었으나 첨탑 계획을 취소하고 층수를 10층 올렸다.

## 같이 보기
- 중화인민공화국의 마천루 목록